# Niederschmalkalden
Niederschmalkalden ist ein Ortsteil der Stadt Schmalkalden im Landkreis Schmalkalden-Meiningen (Thüringen). Bis zur Eingemeindung nach Wernshausen am 30. Juni 1994 war Niederschmalkalden eine selbständige Gemeinde. Zusammen mit Wernshausen und Helmers gehört Niederschmalkalden seit dem 1. Dezember 2008 zu Schmalkalden.

## Lage

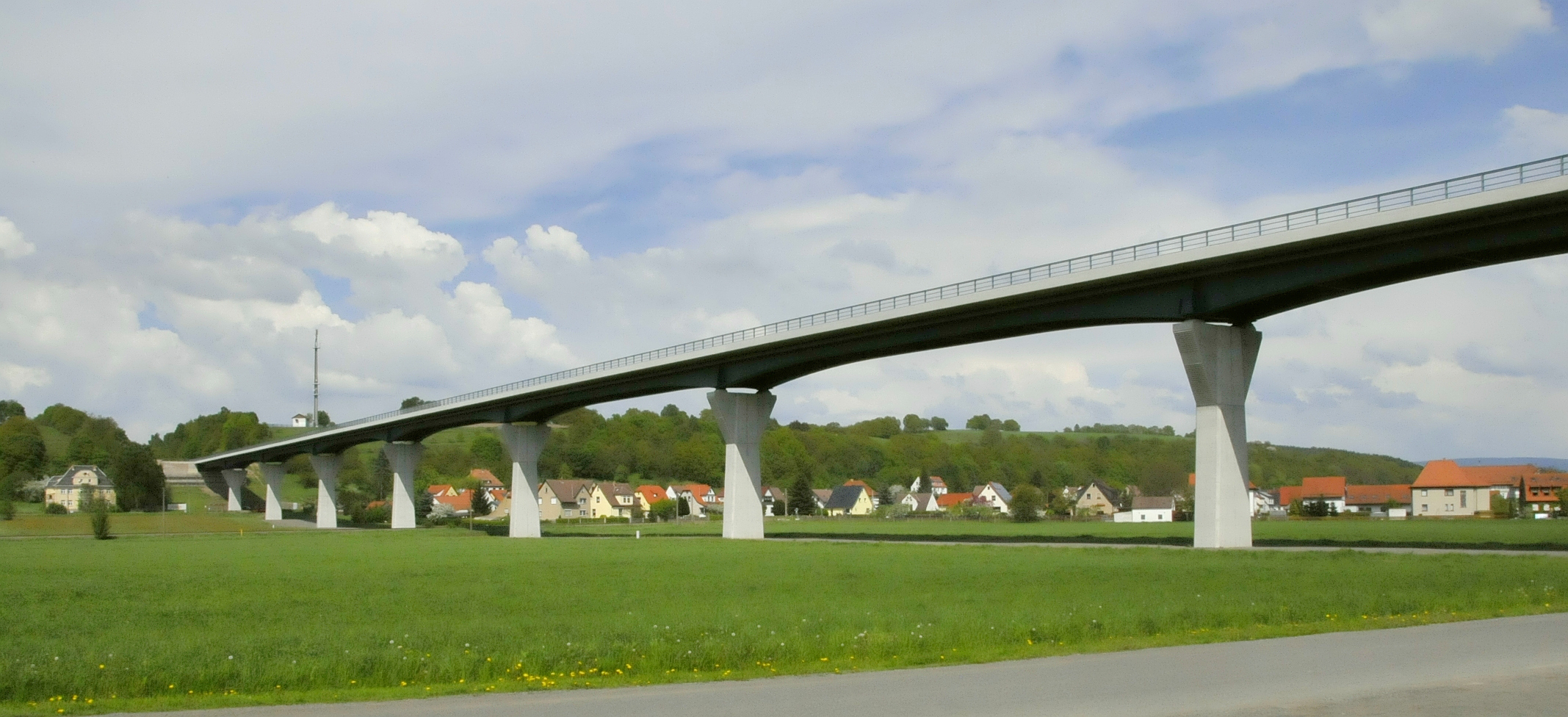
Schmalkaldetalbrücke der B 19 (Mai 2013)

Niederschmalkalden liegt im Tal der Schmalkalde, kurz vor deren Mündung in die Werra. Durch Niederschmalkalden führt die Landesstraße 1026 von Schmalkalden im Osten zur Bundesstraße 19 im Werratal und weiter in Richtung Dermbach. Außerdem verläuft die Bahnstrecke Zella-Mehlis–Wernshausen durch den Ort. Die nächstgelegenen Städte sind Schmalkalden (etwa sechs Kilometer östlich) und Meiningen (etwa 18 Kilometer südlich).
Für die Bundesstraße 19 ist eine Ortsumgehung, teilweise auf der Trasse der unvollendet gebliebenen Reichsautobahnstrecke 85, in Bau, in deren Zuge bei Niederschmalkalden das Tal der Schmalkalde mit einer 630 Meter langen Brücke überspannt wurde.

## Geschichte

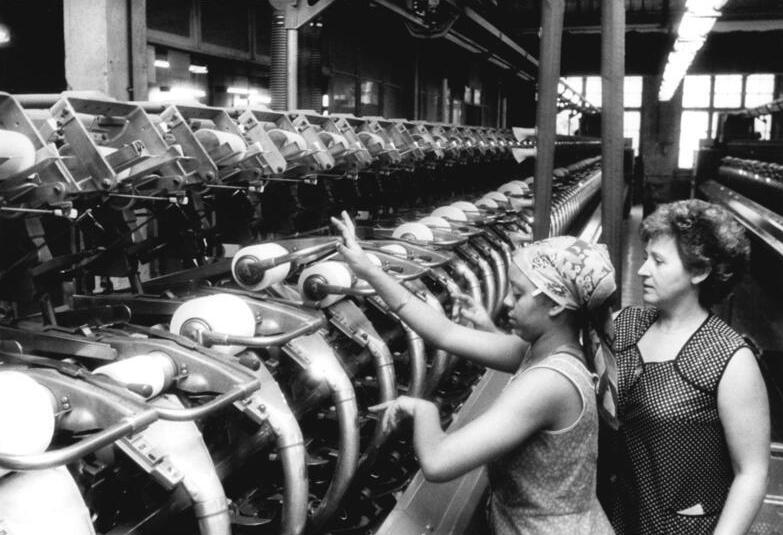
Kammgarnspinnerei Niederschmalkalden

Der Ort wurde erstmals 1325 als Nidern Smalcaldin erwähnt, als er aus dem Besitz der Dynasten von Frankenstein an die Grafen von Hennberg gelangte.
Als Grenzbefestigung hatten die Henneberger eine Landwehr errichten lassen. Den Anfang hatte der Doppelgraben an der Burgruine Todenwarth, die als Zollburg diente. Niederschmalkalden gelangte im 15. Jahrhundert von der Herrschaft Schmalkalden in das hennebergische Amt Wasungen. Die Niederschmalkaldener Gerichtsbarkeit wurde noch bis 1619 von der Cent Schmalkalden ausgeübt.
Im 16. Jahrhundert befand sich ein Hochofen zur Eisenverarbeitung am Ortsrand. Er wurde später zur Stabeisen und Drahtfertigung umfunktioniert. Im 18. Jahrhundert war es ein armes Dorf von Tagelöhnern und Landarbeitern. Die Industrialisierung verschaffte Niederschmalkalden im 19. Jahrhundert eine erste Blüte. Im Ort entstand eine Kammgarnspinnerei als Filialbetrieb der im Schweinaer Ortsteil Glücksbrunn betriebenen Fabrik. 1881 übernahm die Kammgarnspinnerei im Nachbarort Wernshausen diesen Betriebsteil. Die historischen Gebäude der nach der Wende Anfang der 1990er Jahre stillgelegten Kammgarnspinnerei wurden 2009 abgerissen.